# ФК Фенербахче
ФК Фенербахче (тур. Fenerbahçe Spor Kulübü) је турски фудбалски клуб из Истанбула, а тренутно се такмичи у Суперлиги Турске. Фенербахче игра на стадиону Шукру Сараџолу који има капацитет од 50.509 места.

## Историја
Фудбалски клуб Фенербахче је основан 1907. године у Кадикоју, азијском делу Истанбула, од стране локалних људи Зије Сонгулена, Ајетулах-бега и Енвера Нечип Оканера. Ова група људи је основала клуб тајно да се не би улазило у било какве проблеме са строгом османском владавином. Тадашњи султан Абдул Хамид II је забранио турској омладини ангажовање у фудбалу.
У првој сезони званичног државног првенства 1959. Фенербахче је освојио титулу. Наредне сезоне Фенербахче је први пут учествовао у Купу шампиона. У првом колу су елиминисали мађарски Чепел, док су у другом колу испали од Нице после пораза у мајсторици резултатом 5:1. Фенербахче је освојио Балкански куп сезоне 1966/67., и тако постао први турски клуб који је освојио неко међународно такмичење.
Сезона 2002/03. није ишла тако добро за Фенербахче, јер су са Ариелом Ортегом у тиму завршили на шестом месту у лиги. Упркос томе ова сезона ће остати у сећању навијача, јер је побеђен највећи ривал Галатасарај са чак 6:0.
Под командом тренера Зика Фенербахче је у сезони 2007/08. прошао групну фазу Лиге шампиона, први пут у својој историји. У осмини финала елиминисао је Севиљу после једанаестераца, а у четвртфиналу је испао од Челсија укупним резултатом 3:2. Зико је постао најуспешнији тренер Фенербахчеа на европској сцени, и од навијача је добио надимак „Краљ Артур“ (Артур је Зиково име).
Сезоне 2009/10. Фенербахче је у последњем колу изгубио титулу, коју је освојио Бурсаспор. Наредне сезоне Фенербахче је освојио 18. титулу шампиона Турске. Након завршетка сезоне, председник клуба Азиз Јилдирим је био у притвору због оптужби за намештање утакмица. У августу 2011. клуб је повучен из Лиге шампиона од стране Фудбалског савеза Турске, због текуће истраге намештања утакмица. Након још два освојена трофеја у купу Турске (2012. и 2013) у сезони 2013/14. је освојена и 19. титула шампиона Турске чиме се Фенербахче изједначио по броју шампионских трофеја са великим ривалом Галатасарајем који је у сезони 2014/15. освајањем јубиларне 20. титуле поново стекао предност.

## Успеси

### Национални
- Суперлига Турске :
  - Првак (19) : 1959, 1960/61, 1963/64, 1964/65, 1967/68, 1969/70, 1973/74, 1974/75, 1977/78, 1982/83, 1984/85, 1988/89, 1995/96, 2000/01, 2003/04, 2004/05, 2006/07, 2010/11, 2013/14.
  - Другопласирани (22) : 1959/60, 1961/62, 1966/67, 1970/71, 1972/73, 1975/76, 1976/77, 1979/80, 1983/84, 1989/90, 1991/92, 1993/94, 1997/98, 2001/02, 2005/06, 2007/08, 2009/10, 2011/12, 2012/13, 2014/15, 2021/22, 2022/23.
- Куп Турске :
  - Освајачи (7) : 1967/68, 1973/74, 1978/79, 1982/83, 2011/12, 2012/13, 2022/23.
  - Финалисти (11) : 1962/63, 1964/65, 1988/89, 1995/96, 2000/01, 2004/05, 2005/06, 2008/09, 2009/10, 2015/16, 2017/18.
- Суперкуп Турске :
  - Освајачи (9) : 1968, 1973, 1975, 1984, 1985, 1990, 2007, 2009, 2014.
  - Финалисти (10) : 1970, 1974, 1978, 1979, 1983, 1989, 1996, 2012, 2013, 2023.
- Балкански куп :
  - Освајачи (1) : 1966/67,

### Међународни
- УЕФА Лига шампиона :
  - Четвртфинале (1) : 2007/08.
- УЕФА лига Европе :
  - Полуфинале (1) : 2012/13.
- Куп победника купова :
  - Четвртфинале (1) : 1963/64.

## Стадион
Фенербахче домаће утакмице игра на стадиону Шукру Сараџолу, који се налази у Кадикоју, азијском делу Истанбула. Стадион је изграђен 1908. године, а реконструкција стадиона је трајала од 1999. до 2006. године. На овом стадиону одиграно је финале Купа УЕФА 2009.

## Тренутни састав
| Бр. |             | Позиција | Играч              |
| --- | ----------- | -------- | ------------------ |
| 1   | Турска      | Г        | Волкан Демирел     |
| 3   | Турска      | О        | Хасан Али Калдирим |
| 4   | Чиле        | О        | Маурисио Исла      |
| 5   | Турска      | С        | Мехмед Топал       |
| 6   | Турска      | О        | Исмаил Којбаши     |
| 7   | Турска      | С        | Алпер Потук        |
| 8   | Турска      | С        | Озан Туфан         |
| 9   | Бразил      | Н        | Фернандао          |
| 10  | Холандија   | Н        | Робин ван Перси    |
| 11  | Турска      | С        | Мехмед Екиџи       |
| 14  | Португалија | О        | Луис Нето          |
| 15  | Турска      | С        | Ујгар Зејбек       |
| 17  | Мароко      | С        | Набил Дирар        |

| Бр. |                    | Позиција | Играч            |
| --- | ------------------ | -------- | ---------------- |
| 18  | Камерун            | Г        | Карлос Камени    |
| 19  | Турска             | О        | Шенер Озбајракли |
| 20  | Бразил             | С        | Ђулиано          |
| 21  | Северна Македонија | С        | Ељиф Елмас       |
| 23  | Холандија          | Н        | Винсент Јансен   |
| 28  | Француска          | С        | Матије Валбуена  |
| 33  | Русија             | О        | Роман Нојштетер  |
| 37  | Словачка           | О        | Мартин Шкртел    |
| 39  | Турска             | Н        | Ахметан Косе     |
| 54  | Турска             | Г        | Ертен Ерсу       |
| 89  | Бразил             | С        | Жозеф де Соуза   |
| 92  | Мароко             | С        | Атиф Шахешухе    |
| 99  | Шпанија            | Н        | Роберто Солдадо  |

### Повучен дрес
Дрес са бројем 12 је повучен из употребе, јер је посвећен навијачима као 12-ом играчу.

## Познати играчи
- Радомир Антић
- Никола Анелка
- Стивен Апија
- Роберт Енке
- Данијел Гвиза
- Пјер ван Хојдонк
- Матеја Кежман
- Живан Љуковчан
- Никола Лазетић
- Дијего Лугано
- Зоран Мирковић
- Џеј Џеј Окоча
- Милан Рапаић
- Рушту Речбер
- Роберто Карлос
- Ариел Ортега
- Харалд Шумахер
- Фадиљ Вокри
- Милош Красић